# Bombus laesus
Bombus laesus (saknar svenskt namn) är en insekt i överfamiljen bin (Apoidea) och släktet humlor (Bombus) som finns i delar av Europa och Asien.

## Beskrivning
Arten är en medelstor humla med medellång tunga. Drottningen har en längd av 16 till 17 mm, hanen blir omkring 13 mm lång, och arbetarna 9 till 14 mm. Huvudet har svart päls blandad med långa, gula hår; mellankroppen är gul med ett svart fält mellan vingbaserna, antingen som en central fläck (speciellt vanligt hos drottningarna) eller som ett tvärband. Former som saknar den svarta fläcken, och former som tvärtom har mer eller mindre helt svart mellankropp finns också. Bakkroppen är gul med den bakersta tergiten, nummer 6, hos honan, hos hanen tergiterna 6 och 7, svarta. Honorna är mycket lika den även i Skandinavien vanliga mosshumlan, medan hanarna skiljs från denna (mikroskopiskt) på grund av sina karakteristiska könsdelar.

## Ekologi
Bombus laesus föredrar stäpp och andra öppna gräsmarker samt bergsterräng. Den kan gå ända upp till 3 500 m, men håller sig vanligtvis under 2 200 m.
Humlan flyger till blommande växter från ett flertal familjer, bland andra korgblommiga växter (maskrosor,  tistlar och piggtistlar), sparrisväxter (funkior), ranunkelväxter (stormhatten Aconitum gymnandrum) och riddarsporrar), snyltrotsväxter (spirorna Pedicularis polyodonta och Pedicularis verticillata), ärtväxter (rödklöver och gråärt), samt kransblommiga växter (salvior).

## Utbredning
Bombus laesus finns mycket fragmenterat i Central- och Östeuropa från sydöstra Polen, över Ungern, Serbien, Nordmakedonien, Turkiet, längs Volga, Ukraina, Turkiet, Kaukasien och Kazakstan till Tibet och Nordkina. Den har också påträffats i Sibirien.

## Bevarandestatus
Populationen minskar, varför Internationella naturvårdsunionen (IUCN) har rödlistat arten som nära hotad (NT). Främsta orsaken är det intensifierade jordbruket.